# Ozero Plavun
Ozero Plavun (ryska: Озеро Плавун) är en sjö i Belarus.   Den ligger i voblasten Mahiljoŭs voblast, i den centrala delen av landet, 150 km sydost om huvudstaden Minsk. Ozero Plavun ligger 135 meter över havet.
Omgivningarna runt Ozero Plavun är en mosaik av jordbruksmark och naturlig växtlighet. Runt Ozero Plavun är det ganska tätbefolkat, med 83 invånare per kvadratkilometer.